# Leski
Leski - Лески (rus) - és un poble de l'óblast de Bélgorod, a Rússia. El 2010 tenia 164 habitants. Pertany al districte (raion) de Prókhorovka.